# Bugatti 18/3 Chiron
Bugatti EB 18/3 Chiron – supersamochód zaprojektowany przez Fabrizio Gugiaro oraz Hartmuta Warkussa dla firmy Bugatti Automobiles tuż po jej powstaniu z inicjatywy Volkswagen Group. Nazwa pochodzi od nazwiska przedwojennego kierowcy testowego Bugatti Louisa Chirona. Został on zbudowany na bazie Lamborghini Diablo VT, z którego przejęto kompletną płytę podłogową oraz permanentny napęd na 4 koła ze sprzęgłem wiskotycznym. 6,3-litrowy centralny silnik W18 bez doładowania, zamontowany wzdłużnie rozwijał moc 408 kW (555 KM). Konstrukcja auta opiera się na ramie rurowej ze stali i włókien węglowych. W aucie zamontowano opony 265/30 ZR 20 z przodu oraz 335/30 ZR 20 z tyłu. Chiron nie trafił do produkcji seryjnej, powstał tylko jeden prototyp, jednak doświadczenia zdobyte przy jego konstruowaniu pomogły przy tworzeniu Veyrona.

## Dane techniczne Bugatti EB 18/3 Chiron
| Zaprezentowany             | 1999                                      |
| Długość (mm)               | 4420 mm                                   |
| Szerokość (mm)             | 1994 mm                                   |
| Wysokość (mm)              | 1150 mm                                   |
| Rozstaw osi (mm)           | 2650 mm                                   |
| Rozmiar kół pojazdu (mm)   | P: 265/30 ZR 20 – T: 335/30 ZR 20         |
| Napęd                      | permanentny 4x4 ze sprzęgłem wiskotycznym |
| Typ silnika                | W18                                       |
| Pojemność skok. (cm³)      | 6250 cm ³                                 |
| Skrzynia biegów (M/A)      | 5-biegowa (M)                             |
| Stopień sprężania          | 11,5 : 1                                  |
| Moc kW (KM)                | 408 kW (555 KM) przy 6800 obr / min.      |
| Moment obrotowy (Nm)       | 650 Nm przy 4000 obr / min.               |
| Osiągi (s)                 |                                           |
| 0-100km/h (s)              | 5 s                                       |
| 0-400m (s)                 | 11,8 @ 193 km/h s                         |
| Prędkość maksymalna (km/h) | 330-350 km/h                              |
| -------------------------- | ----------------------------------------- |